# بیون وو سوک
بیون وو سوک (کره‌ای: 변우석؛ زادهٔ ۳۱ اکتبر ۱۹۹۱) بازیگر و مدل اهل کره جنوبی است. او به خاطر ایفای نقش در فیلم دختر قرن بیستم (۲۰۲۲) و مجموعه‌های تلویزیونی کانگ نام سون قدرتمند (۲۰۲۳) و دونده دوست‌داشتنی (۲۰۲۴) شناخته می‌شود.

## حرفه
بیون وو سوک در سال ۲۰۱۵، حرفهٔ خود را در مدلینگ آغاز کرد.
او نخستین بازی خود را در سال ۲۰۱۶ و در نقش کوچکی به عنوان دوست‌پسر ها-جین در درام تاریخی شبکه اس‌بی‌اس به نام عاشقان ماه انجام داد.
در سال ۲۰۱۹، او نقش مکملی در سرچ: دبلیودبلیودبلیو ایفا کرد. در همان سال، او نقش دو جون را در مجموعه تلویزیونی خدمه گل: آژانس ازدواج چوسان بازی کرد و توسط بینندگان مورد تحسین قرار گرفت.
در سال ۲۰۲۰، او بازیگر نقش اصلی در مجموعه تلویزیونی شبکه تی‌وی‌ان یعنی ثبت جوانی در نقش وون هه هیو بود.
در سال ۲۰۲۱، او در درام تاریخی شبکه کی‌بی‌اس۲ به نام مون‌شاین در نقش لی پیو ایفای نقش کرد.
در سال ۲۰۲۲، او در درام سینمایی دختر قرن بیستم در نقش وون هو هیونگ حضور پیدا کرد.

## فیلم‌شناسی

### فیلم
| سال  | عنوان           | نقش            | توضیحات      | منابع  |
| ---- | --------------- | -------------- | ------------ | ------ |
| ۲۰۱۷ | دونده‌های نیمه‌شب | سرگرم ساز کلاب | حضور افتخاری | [ ۹ ]  |
| ۲۰۱۹ | ریزش خاکستر     | بادیگارد       | حضور افتخاری | [ ۹ ]  |
| ۲۰۲۲ | دختر قرن بیستم  | پونگ وون هو    |              | [ ۱۰ ] |
| ۲۰۲۳ | سول‌میت          | جین وو         |              | [ ۱۱ ] |

### مجموعه تلویزیونی
| سال       | عنوان                                             | نقش                    | توضیحات                        | منابع  |
| --------- | ------------------------------------------------- | ---------------------- | ------------------------------ | ------ |
| ۲۰۱۶      | دوستان عزیز من                                    | سون جونگ شیک           | حضور افتخاری                   | [ ۱۲ ] |
| ۲۰۱۶      | پری وزنه‌برداری کیم بوک‌جو                          | ارشد جون هیونگ         | حضور افتخاری (قسمت ۱۶)         | [ ۱۳ ] |
| ۲۰۱۶      | عاشقان ماه                                        | دوست‌پسر سابق گو ها جین | حضور افتخاری (قسمت ۱، ۳)       | [ ۱۳ ] |
| ۲۰۱۷      | کراش‌های مخفی: فصل ۳                               | بیون وو سوک            |                                | [ ۱۴ ] |
| ۲۰۱۷      | دراما استیج – «The B Manager and the Love Letter» | جونگ دو جین            |                                |        |
| ۲۰۱۷      | سزاوار نامت زندگی کن                              | دستیار هو جون          |                                | [ ۱۵ ] |
| ۲۰۱۷      | دراما استیج – «History of Walking Upright»        | جونگ مین               |                                | [ ۱۶ ] |
| ۲۰۱۹      | آفیس واچ ۳                                        | ها مین گیو             |                                | [ ۱۷ ] |
| ۲۰۱۹      | خنده در وایکیکی ۲                                 | یون سو وون             | حضور افتخاری (قسمت ۴)          | [ ۱۸ ] |
| ۲۰۱۹      | سرچ: دابلیودابلیودابلیو                           | هان مین گیو            | حضور افتخاری (قسمت ۳–۵، ۷، ۱۶) | [ ۱۹ ] |
| ۲۰۱۹      | خدمه گل: آژانس ازدواج چوسان                       | دو جون                 |                                | [ ۲۰ ] |
| ۲۰۲۰      | ثبت جوانی                                         | وون هه هیو             |                                | [ ۲۱ ] |
| ۲۰۲۱–۲۰۲۲ | مون‌شاین                                           | لی پیو                 |                                | [ ۲۲ ] |
| ۲۰۲۳      | کانگ نام سون قدرتمند                              | ریو شی اوه             |                                | [ ۲۳ ] |
| ۲۰۲۴      | دونده دوست‌داشتنی                                  | ریو سون جه             |                                | [ ۲۴ ] |

### برنامه تلویزیونی
| سال       | عنوان   | نقش  | منابع  |
| --------- | ------- | ---- | ------ |
| ۲۰۱۷–۲۰۱۸ | مودولاو | خودش | [ ۲۵ ] |

### میزبان
| سال  | عنوان          | نقش       | منابع  |
| ---- | -------------- | --------- | ------ |
| ۲۰۱۵ | مستر چو: فصل ۱ | مجری اصلی | [ ۲۶ ] |
| ۲۰۱۶ | مستر چو: فصل ۲ | مجری اصلی | [ ۲۷ ] |
| ۲۰۱۷ | مستر چو: فصل ۳ | مجری اصلی |        |